# Подгориця (аеропорт)
Аеропорт Подгориця (чорн. Аеродром Подгорица; також Аеропорт Голубовці) (IATA: TGD, ICAO: LYPG) — міжнародний аеропорт, що обслуговує столицю Чорногорії Подгориця та прилеглі райони. Це один з двох міжнародних аеропортів Чорногорії, інший — Аеропорт Тіват. Обидва експлуатуються державною компанією «Аеропорти Чорногорії».
Аеропорт розташований за 11 км на південь від центру Подгориці, на Зетській рівнині, одному з небагатьох плоских районів Чорногорії, що підходить для великого аеропорту. Аеропорт, як правило, відомий як Аеропорт Голубовці, оскільки розташований в адміністративних межах міста Голубовці. Код IATA аеропорту все ще є TGD, оскільки у 1946—1992 роках Подгориця мала назву Тітоград (на честь Йосипа Броз Тіто). Це головний хаб для Air Montenegro та Di Air.

## Історія
Історія цивільної авіації в Подгориці розпочалася 26 травня 1928 року, коли на летовище Подгориця приземлився Potez 29/2 авіалінії Aeroput. Аеропорт мав ґрунтову злітно-посадкову смугу, був розташований біля сучасного залізничного вокзалу Подгориця. Літак виконував рейс на експериментальній лінії Белград — Скоп'є — Подгориця — Мостар — Сараєво — Белград, твореній для вивчення можливостей з'єднання Белграда з південними частинами Югославії. 5 травня 1930 року розпочалися регулярні рейси на лінії Белград-Сараєво-Подгориця. Aeroput використовував літак Farman F.300 на цій лінії.
Під час Другої світової війни пасажирські перевезення в аеропорту було припинено. У 1943—1944 рр. летовище було використано Люфтваффе. Тому летовище було однією з цілей злочинних бомбардувань Подгориці, що практично знищило місто.
По війні пасажирські перевезення були відновлені 8 квітня 1947 року, коли знову було запроваджено рейс до Белграда авіалінії JAT на Douglas C-47, переобладнаних під пасажирські перевезення. Вантажна лінія до Белграда була створена в 1957 році.
Аеропорт було перенесено на сьогоденний терен на південь від міста в 1961 році. Має асфальтову злітно-посадкову смугу 2500 м × 45 м; що була модернізована та відновлена в 1977 році. Більша частина трафіку в цей період складалася з регулярних рейсів до Белграда, в основному літаками McDonnell Douglas DC-9
Аеропорт зазнав значних руйнувань під час бомбардувань НАТО в 1999 році.
23 квітня 2003 року власність аеропорту була передана від Jat Airways до Airports of Montenegro, публічній компанії, що належить уряду Чорногорії. Одночасно з формуванням і розвитком авіакомпанії Montenegro Airlines, це сприяло диверсифікації послуг з аеропорту. Практику що була впроваджена для аеропорту Подгориця, що була кореспондентським аеропортом для аеропорту Белград, була відхилена на користь більш різноманітної мережі планових рейсів.
У 2006 році було проведено капітальний ремонт та розширення аеропорту, з реконструкцією та розширенням перону та вдосконаленням системи трафіку, системи освітлення летовища та електропостачання. Новий пасажирський термінал було відкрито 14 травня 2006 р., А старий пасажирський термінал зазнав реконструкцію у 2009 р.
Реконструкція дозволила обслуговувати широкофюзеляжні літаки. Так аеропорт почав обслуговувати Іл-86, а перший Boeing 747 прибув до аеропорту в квітні 2008 року.

## Опис
Через значний ріст пасажирського трафіку у 2000-х роках, старий пасажирський термінал, невелика будівля, було передано під обслуговування невеликих обсягів чартерних рейсів після будівництва нового терміналу. Новий пасажирський термінал, що має 5500 м², відкрито 14 травня 2006 р. Він має вісім відправних та два в'їзні гейти та може обслуговувати до 1 млн пасажирів щороку. Термінал не має телетрапів, через невеликий пасажирський трафік.
Основна будівля терміналу — сучасна алюмінієво-скляна структура, що має сучасні архітектурні рішення. Має кав'ярню Costa Coffee, два газетні кіоски, магазин безмитної торгівлі, пункти прокату автомобілів та відділення банку. Попри те, що аеропорт вважається низькоризиковим, після введення нового терміналу перевірка безпеки була помітно збільшена. У терміналі застосовуються заходи безпеки та моніторинг, які є стандартними для європейських аеропортів.
Стара будівля терміналу була повністю відремонтована і відновлена 15 вересня 2009 р. і призначена для VIP-польотів та загальної авіації.

## Авіалінії та напрямки на липень 2022
| Авіакомпанія        | Пункт призначення |
| ------------------- | --- |
| Aegean Airlines     | Сезонний: Афіни |
| Air Astana          | Сезонний: Алмати, Нур-Султан                                                                                                |
| Air Montenegro      | Белград, Копенгаген, Любляна, Нант, Париж–Шарль де Голль, Стамбул, Франкфурт, Цюрих Сезонний: Копенгаген, Дюссельдорф, Ліон |
| Air Serbia          | Белград |
| Austrian Airlines   | Відень |
| Flynas              | Сезонний: Ріяд (з 28 липня 2022)                                                                                            |
| LOT Polish Airlines | Варшава–Шопен Сезонний: Катовиці, Познань                                                                                   |
| Luxair              | Сезонний: Люксембург |
| Ryanair             | Барселона, Берлін–Бранденбург, Болонья, Брюссель-Шарлеруа, Вроцлав, Загреб, Лондон-Станстед, Краків                         |
| Transavia France    | Париж-Орлі |
| SmartWings          | Сезонний: Варшава–Шопен, Катовиці                                                                                           |
| Turkish Airlines    | Стамбул |
| Wizz Air            | Будапешт, Відень, Дортмунд, Лондон-Гатвік, Меммінген, Мілан–Мальпенса, Рим-Ф'юмічіно Сезонний:Катовиці, Варшава–Шопен       |

## Статистка
Див. джерело запитів Вікіданих та джерела.
| Рік  | Пасажирообіг | Зміна  | Авіаційний трафік | Зміна |  |
| ---- | ------------ | ------ | ----------------- | ----- |  |
| 2006 | 381,847      | ▲19 %  | 3,895             | ▲18 % |  |
| 2007 | 460,020      | ▲20 %  | 4,918             | ▲26 % |  |
| 2008 | 544,907      | ▲17 %  | 5,883             | ▲16 % |  |
| 2009 | 450,376      | ▼16 %  | 5,455             | ▼4 %  |  |
| 2010 | 651,608      | ▲45 %  | 6,925             | ▲26 % |  |
| 2011 | 611,651      | ▼6 %   | 6,136             | ▼11 % |  |
| 2012 | 620,097      | ▲1 %   | 5,560             | ▼9 %  |  |
| 2013 | 690,688      | ▲11 %  | 5,528             | ▼1 %  |  |
| 2014 | 699,141      | ▲3 %   | 5,247             | ▼5 %  |  |
| 2015 | 748,899      | ▲7 %   | 5,545             | ▲6 %  |  |
| 2016 | 873,278      | ▲17 %  | 5,957             | ▲7 %  |  |
| 2017 | 1,055,142    | ▲21 %  | 7,516             | ▲26 % |  |
| 2018 | 1,208,525    | ▲15 %  | 7,915             | ▲5 %  |  |
| 2019 | 1,297,365    | ▲7,4 % |                   |       |  |

## Наземний транспорт
До аеропорту Подгориця найліпше дістатися автострадою Подгориця — Бар (E65/E80), час в дорозі менше 15 хвилин. Громадський транспорт представлено автобусним маршрутом L-20 що прямує до центру міста, лініями чартерних автобусів до інших чорногорських міст та службами таксі. Залізнична станція Аеропорт на лінії Белград-Бар розташовано на відстані 1,2 км від пасажирського терміналу, але рідко використовується для сполучення з містом через незручне розташування та незручний розклад.
З будівництвом тунелю Созина аеропорт що розташовано приблизно за 40 км від Бару, основного порту Чорногорії, все більше використовують, щоб потрапити до південної частини Чорногорського узбережжя.